# 넷스케이프
넷스케이프 커뮤니케이션즈(영어: Netscape Communications)는 미국의 인터넷, 소프트웨어, 통신 산업을 하는 회사이다.

## 개요
모자이크 웹 브라우저를 개발했던 마크 앤드리슨이 개발하고, 짐 클락이 투자했다. 초기 버전은 넷스케이프 내비게이터라는 이름으로 출시되었고, 인터넷 사용자들의 폭발적 반응을 얻어 약 90%의 시장점유율을 차지했다. 하지만, 1995년에 마이크로소프트가 인터넷 익스플로러를 개발하고, 마이크로소프트 윈도우 운영체제에 포함시켜 무료로 배포하면서 시장점유율이 급격히 떨어졌다. 1997년에 넷스케이프 커뮤니케이터를 출시하는 등 IE에 대응했으나, 결국 웹 브라우저 전쟁에서 패배하고, 1999년에 AOL가 인수하였다. 넷스케이프 출신의 일부 개발자들은 별도로 모질라 커뮤니티를 만들고, 2002년 파이어폭스 웹 브라우저를 출시했다. AOL은 2008년에는 넷스케이프 웹 브라우저에 대한 모든 개발과 지원을 중단했다.

## 제품 목록

### 넷스케이프 클래식 시리즈

#### 넷스케이프 커뮤니케이터
넷스케이프 커뮤니케이터 (버전 4.0-4.8)
넷스케이프 커뮤니케이터는 기존의 넷스케이프 웹브라우저인 네비게이터에 메일기능이 있는 메신저, 통화기능이 되는 컨퍼런스, 컴포저를 이용한 홈페이지 작성등 인터넷을 활용하는 종합적인 기능의 프로그램들을 한곳에 모은 일련의 인터넷 스위트이다.
현재 이러한 넷스케이프 커뮤니케이터의 명맥을 유지하는 프로젝트는 모질라프로젝트로부터 분리된 시몽키프로젝트에서 이어가고 있다.

### 모질라 기반

#### 넷스케이프 (버전 6.0-7.2)
1998년 넷스케이프 사는 넷스케이프의 원시코드를 공개하기로 하였다. 그 후 만들어진 모질라 브라우저를 기반으로 2000년에는 넷스케이프 6.0을, 2002년에는 넷스케이프 7.0을 내 놓았다.

### 모질라 파이어폭스 기반

#### 넷스케이프 브라우저 (버전 8.0-8.1.3)
2005년, AOL은 파이어폭스에 기반한 웹 브라우저를 내 놓았다. 이 브라우저는 인터넷 익스플로러와 게코 엔진 간에 사용자가 선택할 수 있게 한 게 특징이다.

#### 넷스케이프 내비게이터 (버전 9.0)
2007년, AOL은 넷스케이브 브라우저 8의 차기버전인 버전 9을 출시할 예정으로, 버전9에서 '넷스케이프 내비게이터'라는 명칭을 다시 사용한다고 발표하였다.
넷스케이프 내비게이터 9은 파이어폭스(버전2) 기반으로, 부가기능 지원을 강화하여 대부분의 파이어폭스2 확장기능 및 플러그인을 넷스케이프에서도 사용할 수 있게 되었으며, 버전 8에서는 지원하지 않았던 크로스 플랫폼 지원으로 윈도우 외에 리눅스, OS X에서도 실행할 수 있다.
2007년 6월 5일에 첫 베타 버전이 발표되었으며, 이후 두 개의 추가 베타 버전과 출시 후보판을 거쳐 2007년 10월 15일에 최종판이 발표되었다.

### 모질라 선더버드 기반

#### 넷스케이프 메신저 9
2007년 11월 15일, 넷스케이프는 모질라 선더버드(버전2) 기반의 이메일&뉴스 클라이언트인 넷스케이프 메신저 9의 개발을 공포함과 동시에 첫 알파 버전을 공개하였다.

## 출시 기록

### 넷스케이프 클래식 시리즈 (버전 1.0 ~ 4.8)
- 넷스케이프 내비게이터 1.0 – 1994년 12월 15일
- 넷스케이프 내비게이터 1.1
- 넷스케이프 내비게이터 1.22
- 넷스케이프 내비게이터 2.0 – 1995년 9월 18일
- 넷스케이프 내비게이터 2.01
- 넷스케이프 내비게이터 2.02
- 넷스케이프 내비게이터 3.0 – 1996년 8월 19일
- 넷스케이프 내비게이터 3.01
- 넷스케이프 내비게이터 3.02
- 넷스케이프 내비게이터 3.03
- 넷스케이프 내비게이터 3.04 – 1997년 10월 4일
- 넷스케이프 커뮤니케이터/내비게이터 4.0 – 1997년 6월
- 넷스케이프 커뮤니케이터/내비게이터 4.01
- 넷스케이프 커뮤니케이터/내비게이터 4.02
- 넷스케이프 커뮤니케이터/내비게이터 4.03
- 넷스케이프 커뮤니케이터/내비게이터 4.04
- 넷스케이프 커뮤니케이터/내비게이터 4.05
- 넷스케이프 커뮤니케이터/내비게이터 4.06 – 1998년 8월 17일
- 넷스케이프 커뮤니케이터/내비게이터 4.07
- 넷스케이프 커뮤니케이터/내비게이터 4.08 – 1998년 11월 9일(16 비트 윈도우와 68k 매킨토시용 마지막 버전)
- 넷스케이프 커뮤니케이터 4.5 – 1998년 10월 19일
- 넷스케이프 커뮤니케이터 4.61 – 1999년 6월 14일
- 넷스케이프 커뮤니케이터 4.7 – 1999년 9월 30일
- 넷스케이프 커뮤니케이터 4.71
- 넷스케이프 커뮤니케이터 4.72
- 넷스케이프 커뮤니케이터 4.73
- 넷스케이프 커뮤니케이터 4.74
- 넷스케이프 커뮤니케이터 4.75
- 넷스케이프 커뮤니케이터 4.76
- 넷스케이프 커뮤니케이터 4.77
- 넷스케이프 커뮤니케이터 4.78
- 넷스케이프 커뮤니케이터 4.79 – 2001년
- 넷스케이프 커뮤니케이터 4.8 – 2002년 8월 22일

### 모질라 기반 (버전 6.0 ~ 7.2)
- 넷스케이프 6.0 – 2000년 11월 14일(모질라 0.7 기반)
- 넷스케이프 6.01 – 2001년 2월 9일(모질라 0.7 기반)
- 넷스케이프 6.1 – 2001년 8월 8일(모질라 0.9.2.1 기반)
- 넷스케이프 6.2 – 2001년 10월 30일(모질라 0.9.4.1 기반)
- 넷스케이프 6.2.1 (모질라 0.9.4.1 기반)
- 넷스케이프 6.2.2 (모질라 0.9.4.1 기반)
- 넷스케이프 6.2.3 – 2002년 5월 15일(모질라 0.9.4.1 기반)
- 넷스케이프 7.0 – 2002년 8월 29일(모질라 1.0.1 기반)
- 넷스케이프 7.01 – 2002년 12월 10일(모질라 1.0.2 기반)
- 넷스케이프 7.02 – 2003년 2월 18일(모질라 1.0.2 기반)
- 넷스케이프 7.1 – 2003년 6월 30일(모질라 1.4 기반)
- 넷스케이프 7.2 – 2004년 8월 17일(모질라 1.7 기반)

### 모질라 파이어폭스 기반 (버전 8.0 ~ 9.x)
- 넷스케이프 브라우저 8.0 – 2005년 5월 19일(모질라 파이어폭스 1.0.3 기반)
- 넷스케이프 브라우저 8.0.1 – 2005년 5월 19일(모질라 파이어폭스 1.0.4 기반)
- 넷스케이프 브라우저 8.0.2 – 2005년 6월 17일(모질라 파이어폭스 1.0.4 기반)
- 넷스케이프 브라우저 8.0.3.1 – 2005년 7월 25일(모질라 파이어폭스 1.0.6 기반)
- 넷스케이프 브라우저 8.0.3.3 – 2005년 8월 8일(모질라 파이어폭스 1.0.6 기반)
- 넷스케이프 브라우저 8.0.3.4 – 2005년 8월 17일(모질라 파이어폭스 1.0.6 기반)
- 넷스케이프 브라우저 8.0.4 – 2005년 10월 19일(모질라 파이어폭스 1.0.7 기반)
- 넷스케이프 브라우저 8.1 – 2006년 1월 25일(모질라 파이어폭스 1.0.7 기반)
- 넷스케이프 브라우저 8.1.2 – 2006년 9월 25일(게코 1.7.5 기반)
- 넷스케이프 브라우저 8.1.3 – 2007년 4월 2일(게코 1.7.5 기반)
- 넷스케이프 내비게이터 9.0b1 – 2007년 6월 5일(모질라 파이어폭스 2.0.0.4 기반)
- 넷스케이프 내비게이터 9.0b2 – 2007년 7월 12일(모질라 파이어폭스 2.0.0.4 기반)
- 넷스케이프 내비게이터 9.0b3 – 2007년 8월 15일(모질라 파이어폭스 2.0.0.6 기반)
- 넷스케이프 내비게이터 9.0RC1 – 2007년 10월 1일(모질라 파이어폭스 2.0.0.7 기반)
- 넷스케이프 내비게이터 9.0 – 2007년 10월 15일(모질라 파이어폭스 2.0.0.7 기반)
- 넷스케이프 내비게이터 9.0.0.1 – 2007년 10월 22일(모질라 파이어폭스 2.0.0.8 기반)
- 넷스케이프 내비게이터 9.0.0.2 – 2007년 11월 1일(모질라 파이어폭스 2.0.0.8 기반)
- 넷스케이프 내비게이터 9.0.0.3 – 2007년 11월 2일(모질라 파이어폭스 2.0.0.9 기반)
- 넷스케이프 내비게이터 9.0.0.4 – 2007년 11월 27일(모질라 파이어폭스 2.0.0.10 기반)
- 넷스케이프 내비게이터 9.0.0.5 – 2007년 12월 11일(모질라 파이어폭스 2.0.0.11 기반)
- 넷스케이프 네비게이터 9.0.0.6 – 2008년 2월 20일

## 같이 보기
- 넷스케이프 (웹 브라우저)
- 모질라